# Franz Anton Ries
Franz Anton Xaverius Ries (Bonn, 10 de noviembre de 1755-Bad Godesberg, 1 de noviembre de 1846) fue un violinista alemán. Su padre Johann Ries fue trompetista de la corte al elector de Colonia en Bonn.
Ries nació en Bonn y estudió con Johann Peter Salomon. 
Fue un niño prodigio, y fue concertino de la Kurfürstlichen Hoforchester en Viena. Pasó la mayor parte de su vida en Bonn, aunque tuvo éxito en sus primeros años en Viena como violinista solista y en cuartetos. Uno de sus estudiantes en Bonn fue el joven Beethoven. Fue nombrado por el Elector Maximilian en 1779, donde se mantuvo hasta la disolución de la corte en 1794. Después de esto siguió enseñando; le concedieron una Orden del Águila Roja y un doctorado honorario de la universidad de Bonn. Murió en Bad Godesberg.
Dos de sus hijos, Ferdinand y Hubert, se convirtieron en compositores reconocidos por derecho propio.